# رياض الأسعد
رياض موسى الأسعد ، (1961-) ضابط سابق برتبة عقيد في سلاح الجو السوري ومؤسس الجيش السوري الحر ، وقد أعلن انشقاقه عن الجيش العربي السوري في 4 يوليو 2011، وفي 29 يوليو أسَّسَ الجيش السوري الحر، وأعلنَ قائداً له بعد ذلك ببضعة أيام، وكان للجيش الحر دورٌ بارزٌ في قيادة معارك الجُنود المنشقين ضد نظام الرئيس بشار الأسد خلال الاحتجاجات السورية 2011. بعد فترة من ذلك ذهب رياض الأسعد إلى تركيا حيثُ تابع قيادته لعمليَّات الجيش الحر، وبدأ بالتواصل مع الإعلام وإبلاغه عن عمليات الجيش الحر داخل سوريا. في 24 من مارس عام 2013 استهدفه تفجير عبوة ناسفة أدى إلى بتر ساقه.

## حياته في صُفوف الجيش
التحق رياض موسى الأسعد عندما كان عمره 19 عاماً بالقوات الجوية السورية، وعملَ مهندساً فيها منذ ذاك، حتى أصبحَ - قبل انشقاقه - ضابطاً برتبة عقيد في القوات الجوية من الفرقة 22 واللواء 14.[بحاجة لمصدر] ووفق أقوال رياض الأسعد فإنه أصبحَ تحتَ المراقبة منذ اندلاع الثورة التونسية في أواخر عام 2010، إذ بدأ النظام السوري يَخشى آنذاك من اندلاع ثورة مشابهة في بلاده، ولاحقاً استدعته إدارة فرع المخابرات الجوية في حلب إثر خروج مظاهرة في مدينته وأجبرته على الاعتراف بوُجود عصابات مسلحة بين أهالي المدينة كما قال، وبعد هذه الحادثة مُباشرة أعلن انشقاقه في 4 تموز 2011.

## الانشقاق وما بعده
بعد إعلان رياض الأسعد انشقاقه عن الجيش ظهرَ مجدداً في 29 يوليو 2011، ليُعلن في بيان مصوَّر له مع مجموعة من الضباط الآخرين تأسيس الجيش السوري الحر، وصرَّحَ فيه بأن الجيش الجديد سيُدافع عن المدنيين المعارضين ل( بشار الأسد)في كل أنحاء سوريا وأن جميع القوات العسكرية التي ستهاجمهم ستُصبح أهدفاً للجيش من الآن فصاعداً، ونفذ الجيش بالفعل عمليات كبيرة في الفترة التي تبعت ذلك. قال رياض الأسعد خلال اتصال معه في 31 يوليو أنه لا زالَ داخل أراضي سوريا في مكان قريب من الحدود التركية رفض تحديده تماماً، لكنه انتقلَ لاحقاً للإقامة في تركيا وبإقليم هاتاي تحديداً، وقد قالَ بالنسبة لأسباب ذلك الانتقال في تصريح له في 8 أكتوبر أنه لجأ إلى تركيا بحثاً عن ملجأ آمن يُدير منه عمليات الجيش الحر، إذ لم يَعثر داخل سوريا على مكان كهذا يُمكنه أن يَكون مركز قيادة للجيش، لكنه قال أنه يَنوي الانتقال إلى داخل سوريا حالما يَجد منطة آمنة تصلح لقيادة العمليات. كما عبَّر رياض عن تأييده للمجلس الوطني السوري ودعمه له. وقد انتقل رياض الأسعد في الشهر التاسع من سنة 2012 إلى الأراضي السورية الخاضعة لسيطرة المعارضة لإدارة عمليات الجيش الحر من هناك. أصيب في يوم الإثنين 25 مارس 2013 العقيد الأسعد في مدينة الميادين بدير الزور بانفجار عبوة ناسفة، تسبَّبت ببتر ساقه اليمنى، ونقل موقع شام برس الإخباري على لسان الجيش الحر في 26 من مارس نبأ عن مقتله جرَّاء التفجير إلا أنه ظهر بعد ذلك في شريط فيديو وهو حي يرزق ليعود ليظهر بعدها في المشهد العام في إعلان تأسيس ما سمي حكومة الإنقاذ السورية المعارضة في الداخل السوري بتاريخ 02 تشرين الأول 2017 . حيث شغل منصب نائب رئيس مجلس الوزراء للشؤون العسكرية